# Turnberry Golf Club
Turnberry ist ein Golfresort an der Küste Firth of Clyde im Südwesten Schottlands und einer der regelmäßigen Austragungsorte der British Open. Entlang der zerklüfteten Küste von South Ayrshire befinden sich drei Golfplätze im Linksdesign, eine Golf Akademie, zahlreiche Ferienhäuser und ein von James Miller entworfenes 1906 fertiggestelltes Luxushotel. Der eindrucksvolle Blick zur markanten Felseninsel Ailsa Craig begrenzt Turnberry im Westen.

## Geschichte
Im Ersten Weltkrieg wurde dieser Küstenstreifen für den militärischen Flugbetrieb ausgebaut. Während dieses Zeitraums trainierte das Royal Flying Corps Piloten im Luftgefecht und dem Luftkampf. Turnberry Hotel wurde zu dieser Zeit als Lazarett für verwundete Soldaten genutzt. Nach dem Krieg wurden die ersten beiden Plätze umgebaut und erhielten die Namen „Ailsa“ und „Arran“. Ein noch heute existierendes Denkmal zu Ehren verlorener Piloten wurde auf einem Hügel nahe dem 12Grüns Ailsa Course errichtet.
Auch im Zweiten Weltkrieg wurde das Hotel als Lazarett genutzt und der Golfplatz wurde von der Royal Air Force zu Trainingszwecken benutzt.
Nach einem Redesign des Platzes durch Mackenzie Ross ab 1949 wurde der Ailsa 1951 wiedereröffnet und bietet heute Ausblick auf die Felseninsel von Ailsa Craig und die Insel Arran. Im Jahr 2014 kaufte Donald Trump das Anwesen für 60 Millionen US-Dollar. Es machte 2014 bis 2017 Verluste.

## Der Golfplatz
Auf dem Ailsa Course sind zahlreiche Turniere und Meisterschaften ausgetragen worden. Neben den vier British Open Events war der Club 2002 Austragungsort der Women’s British Open, des Walker Cups 1963, der Amateur Championships 1961, 1983, 1996 und 2008 sowie bereits sechsfacher Gastgeber der Senior Open Championship (1987–1990, 2003, 2006).
| Loch | Name           | Distanz(yrd) | Par |  | Loch | Name            | Distanz(yrd) | Par |
| ---- | -------------- | ------------ | --- |  | ---- | --------------- | ------------ | --- |
| 1    | Ailsa Craig    | 354          | 4   |  | 10   | Dinna Fouter    | 456          | 4   |
| 2    | Mak Siccar     | 428          | 4   |  | 11   | Maidens         | 175          | 3   |
| 3    | Blaw Wearie    | 489          | 4   |  | 12   | Monument        | 451          | 4   |
| 4    | Woe-Be-Tide    | 166          | 3   |  | 13   | Tickly Tap      | 410          | 4   |
| 5    | Fin Me Oot     | 474          | 4   |  | 14   | Risk-An-Hope    | 448          | 4   |
| 6    | Tappie Toorie  | 231          | 3   |  | 15   | Ca’ Canny       | 206          | 3   |
| 7    | Roon The Ben   | 538          | 5   |  | 16   | Wee Burn        | 455          | 4   |
| 8    | Goat Fell      | 454          | 4   |  | 17   | Lang Whang      | 559          | 5   |
| 9    | Bruce’s Castle | 449          | 4   |  | 18   | Duel in the Sun | 461          | 4   |
|      | Out            | 3583         | 35  |  |      | In              | 3621         | 35  |
|      |                |              |     |  |      | Total           | 7204         | 70  |

Die beiden anderen Plätze in Turnberry sind der Kintyre Course und der 9-Loch Arran Course. Der Kintyre Course (neu eröffnet 2001) ist ein weiterer Meisterschaftsplatz. Der Platz wurde von Donald Steel auf Grundlage des ursprünglichen Arran-designs errichtet. Der neue Arran Course wurde 2002 eröffnet.
Weitere Einrichtungen des Resorts sind die 2000 eröffnete Colin Montgomerie Links Golf Academy und ein kleinerer Übungsplatz (Pitch and putt).

## The Open Championship
Zur Premiere der British Open in Turnberry 1977 war der Platz die Bühne für das berühmt gewordene „Duell in der Sonne“, als Tom Watson mit einem Schlag Vorsprung Jack Nicklaus besiegte. In Erinnerung an dieses Ereignis wurde 2003 das 18. Loch des Ailsa Courses, „Ailsa Hame“, umbenannt in „Duel in the Sun“. Nach drei Tagen mit identischen Ergebnissen lagen Nicklaus und Watson am Finaltag mit einer komfortablen Führung deutlich vor dem übrigen Feld. Nach einem erneuten Gleichstand am 16. Loch konnte Nicklaus einen kurzen Putt zum Birdie am 17. Loch zum erneuten Ausgleich nicht nutzen. Am 18. Loch kam Nicklaus nach einem Schlag aus dem Rough und einem langen Birdie Put zurück und zwang Watson zum Lochen seines kurzen Birdieputs, was diesem gelang.
Bei der British Open 2009 griff der damals 59-jährige Tom Watson erneut nach der britischen Krone des Golfsports, verlor aber nach einem dramatischen Stechen über vier Löcher gegen Stewart Cink.
Die Sieger der British Open in Turnberry, alle ausgetragen auf dem Ailsa Course:
| Jahr | Sieger       | Nationalität       | Score | Score | Score | Score | Score      |
| Jahr | Sieger       | Nationalität       | R1    | R2    | R3    | R4    | Total      |
| ---- | ------------ | ------------------ | ----- | ----- | ----- | ----- | ---------- |
| 2009 | Stewart Cink | Vereinigte Staaten | 66    | 72    | 71    | 69    | 278 (−2)PO |
| 1994 | Nick Price   | Simbabwe           | 69    | 66    | 67    | 66    | 268 (−12)  |
| 1986 | Greg Norman  | Australien         | 74    | 63    | 74    | 69    | 280 (Even) |
| 1977 | Tom Watson   | Vereinigte Staaten | 68    | 70    | 65    | 65    | 268 (−12)  |

## The Women’s British Open
Sieger der Women’s British Open in Turnberry.
| Jahr | Sieger      | Nationalität | Score | Score | Score | Score | Score     |
| Jahr | Sieger      | Nationalität | R1    | R2    | R3    | R4    | Total     |
| ---- | ----------- | ------------ | ----- | ----- | ----- | ----- | --------- |
| 2002 | Karrie Webb | Australien   | 66    | 71    | 70    | 66    | 273 (−11) |

## The Senior Open Championship
Sieger der The Senior Open Championship in Turnberry (alle ausgetragen auf dem Aisla-Course).
| Jahr | Sieger        | Nationalität       | Score | Score | Score | Score | Score       |
| Jahr | Sieger        | Nationalität       | R1    | R2    | R3    | R4    | Total       |
| ---- | ------------- | ------------------ | ----- | ----- | ----- | ----- | ----------- |
| 2006 | Loren Roberts | Vereinigte Staaten | 65    | 65    | 69    | 75    | 274 (−6)PO  |
| 2003 | Tom Watson    | Vereinigte Staaten | 66    | 67    | 66    | 64    | 263 (−17)PO |
| 1990 | Gary Player   | Südafrika          | 69    | 65    | 71    | 75    | 280 (E)     |
| 1989 | Bob Charles   | Neuseeland         | 70    | 68    | 65    | 66    | 269 (−11)   |
| 1988 | Gary Player   | Südafrika          | 65    | 66    | 72    | 79    | 272 (−8)    |
| 1987 | Neil Coles    | England            | 66    | 73    | 67    | 73    | 279 (−1)    |